# Royal College of Organists
Le Royal College of Organists est une association de promotion de l'orgue créée à Londres en 1864.

## Localisation

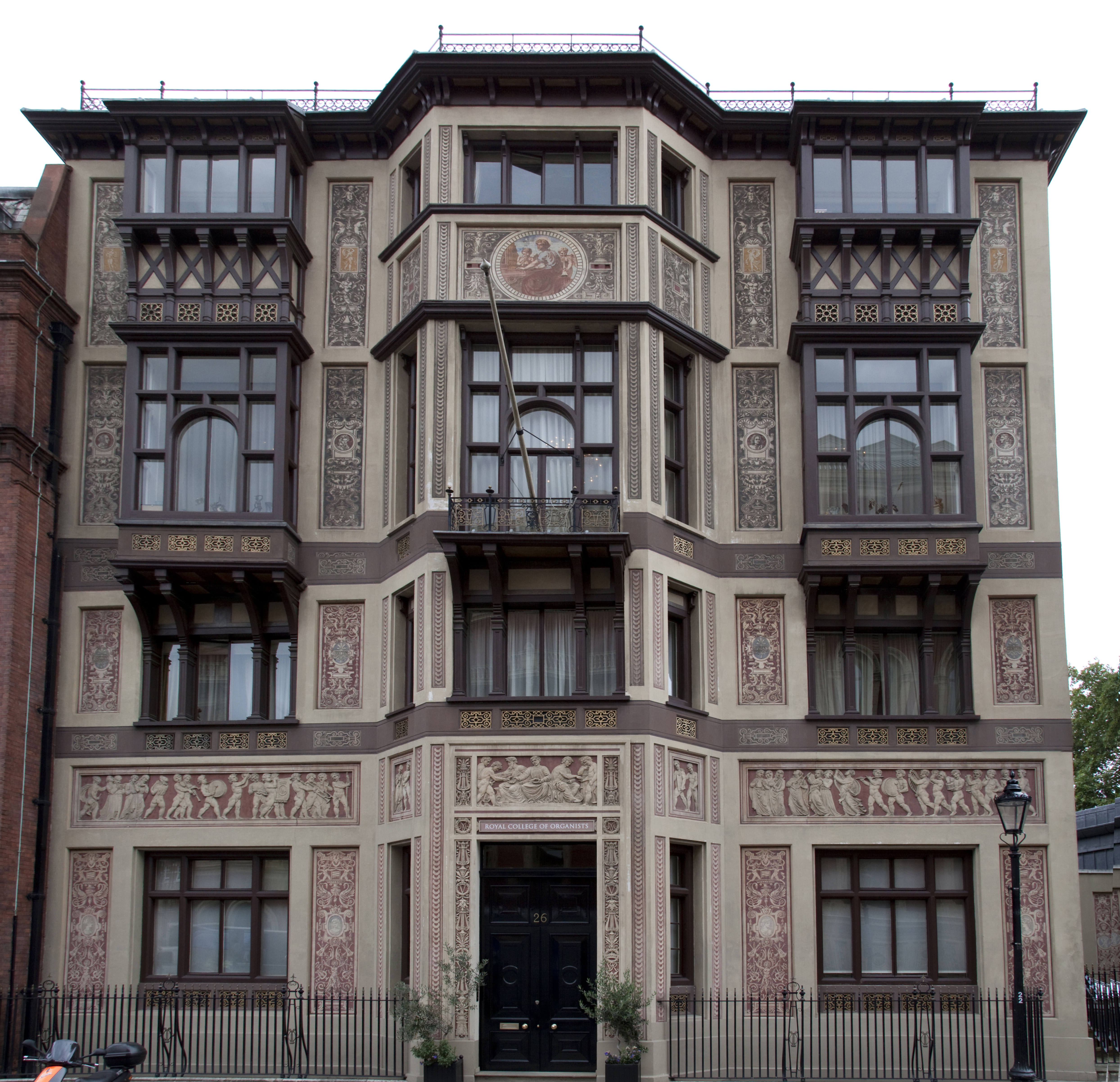
Ce bâtiment de Kensington a abrité le Royal College of Organists de 1903 à 1991.

Son siège est historiquement situé à côté du Royal Albert Hall,,.

## Histoire
Le Royal College of Organists est fondé en 1864 à Londres par Richard Limpus (en), organiste de l'église Saint-Michael. La première assemblée générale a lieu le 5 juillet 1864 au Freemasons' Hall.
L’établissement reçoit sa charte royale en 1893.

## Présidents de l'établissement
Francis Jackson fait partie des présidents du Royal College of Organists.